# Aliança Nacional per a la Restauració Democràtica
L'Aliança Nacional per a la Restauració Democràtica (ANRD) és una organització política equatoguineana en l'exili. Va ser fundada en 1974, a Ginebra, per un grup d'opositors al règim dictatorial de Francisco Macías Nguema exiliats a Europa.
L'ANRD va néixer com un organisme unitari d'oposició al règim del president Macías, en el qual s'enquadraven sectors liberals, democristians i socialistes. El seu primer secretari general va ser l'ex-ambaixador guineà a Espanya, Esteban Nsué Ngomo. Al seu tercer congrés, celebrat en la primavera de 1976, l'ANRD es va escindir en dos grups, donant lloc a una profunda crisi en l'organització. D'una banda, es trobaven els antics dirigents del grup (Esteban Nsué i Andrés Moisés Mba Ada, ex-president del Consell de la República); per un altre, el sector més jove (Cruz Melchor Eya Nchama, Valentín Oyono Sa Abegue, José Mbomío). En aquest congrés, l'ANRD es va declarar socialista i va establir els següents objectius: posar fi a la dictadura i establir un règim de llibertats a Guinea Equatorial, promoure la reconciliació nacional, nacionalitzar els sectors econòmics bàsics de la producció nacional i mantenir-se neutrals en la política internacional.
En 2005, l'ANRD es va integrar en la coalició de formacions polítiques d'oposició al règim de Teodoro Obiang Nguema a Guinea Equatorial, denominada Demòcrates pel Canvi per a Guinea Equatorial (DECAM).
L'ANRD es va fer extensament coneguda a Espanya a la fi de 1976, arran de la implicació d'alguns dels seus membres en l'elaboració i difusió de l'anomenat "dossier Trevijano", un breu text freturós d'aparell documental, en el qual s'abocaven greus acusacions contra Antonio García Trevijano, destacat polític republicà i coordinador de la coalició de forces d'oposició a la dictadura franquista, el qual havia tingut un paper rellevant en la descolonització de Guinea Equatorial. Aquest dossier (en realitat dos simples folis), que integrants de l'ANRD van lliurar a diversos partits polítics espanyols, va ser utilitzat pel PSOE per desprestigiar la figura de García Trevijano i, d'aquesta forma, eliminar l'opció de «ruptura democràtica» amb el règim franquista, que defensava l'esmentat polític republicà. Dècades després, el líder de l'oposició a la dictadura guineana, Severo Moto Nsá, va publicar un article en el diari espanyol La Razón, en el qual denunciava que el "dossier Trevijano" estava "ple de dades falses i falsificats" i va ser realitzat "per ordre del PSOE", amb la finalitat d'apartar a García-Trevijano de l'escena política i afavorir el pacte reformista dels partits polítics clandestins de l'oposició amb els prohoms de la dictadura franquista.